# El otro lado
El otro lado es una serie española de televisión por internet de comedia de terror creada por Berto Romero y dirigida por Javier Ruiz Caldera y Alberto de Toro para Movistar Plus+. Romero protagoniza la serie junto a Andreu Buenafuente, Eva Ugarte, María Botto, Nacho Vigalondo, Albert García, María Pascual y Hugo Morenilla. Se estrenaron los dos primeros episodios el 23 de noviembre de 2023, concluyendo el 7 de diciembre de dicho año.

## Trama
Nacho Nieto (Berto Romero), periodista especializado en lo paranormal, pasa por su peor momento profesional y personal. Tras un intento fallido de suicidio, vuelve a la vida acompañado por el fantasma de su mentor, el doctor Estrada (Andreu Buenafuente), mítico comunicador del misterio, fallecido hace más de 20 años. En ese momento se cruza en su vida un virulento caso poltergeist en un piso del extrarradio de Barcelona, en la calle Cardenal Cardona, quizás el caso paranormal más importante de los últimos años.

## Reparto
- Berto Romero como Nacho Nieto
- Andreu Buenafuente como el doctor Estrada
- Eva Ugarte como Juana
- María Botto como Eva
- Nacho Vigalondo como Gorka Romero
- Albert García como Dani
- María Pascual como Martina
- Hugo Morenilla como Rubén
- Iván Montes

## Capítulos
| N.º | Título       | Dirigido por                          | Escrito por                               | Fecha de lanzamiento original |
| --- | ------------ | ------------------------------------- | ----------------------------------------- | ----------------------------- |
| 1   | «Episodio 1» | Javier Ruiz Caldera y Alberto de Toro | Berto Romero, Rafel Barceló y Enric Pardo | 23 de noviembre de 2023       |
| 2   | «Episodio 2» | Javier Ruiz Caldera y Alberto de Toro | Berto Romero, Rafel Barceló y Enric Pardo | 26 de noviembre de 2023       |
| 3   | «Episodio 3» | Javier Ruiz Caldera y Alberto de Toro | Berto Romero, Rafel Barceló y Enric Pardo | 30 de noviembre de 2023       |
| 4   | «Episodio 4» | Javier Ruiz Caldera y Alberto de Toro | Berto Romero, Rafel Barceló y Enric Pardo | 30 de noviembre de 2023       |
| 5   | «Episodio 5» | Javier Ruiz Caldera y Alberto de Toro | Berto Romero, Rafel Barceló y Enric Pardo | 7 de diciembre de 2023        |
| 6   | «Episodio 6» | Javier Ruiz Caldera y Alberto de Toro | Berto Romero, Rafel Barceló y Enric Pardo | 7 de diciembre de 2023        |

## Producción
El 14 de noviembre de 2022, después de varios meses de desarrollo, se anunció que Movistar Plus+ estaba preparando una nueva serie creada y protagonizada por Berto Romero, después del éxito de Mira lo que has hecho. Cuatro días después, Movistar presentó el proyecto bajo el título de El otro lado y se confirmó que, a diferencia de los proyectos anteriores de Romero, sería una serie de terror, aunque también coquetearía con la comedia. Junto a Romero, Andreu Buenafuente, Eva Ugarte, María Botto, Nacho Vigalondo, Albert García, María Pascual y Hugo Morenilla también fueron confirmados como parte del reparto. El rodaje de la serie comenzó a mediados de octubre de 2022 y tuvo lugar en diferentes localidades de la provincia de Barcelona, como Manresa, Gavá y Bellvitge.

## Lanzamiento y marketing
En julio de 2023, el tráiler de El otro lado fue sacado al público. En octubre de ese año, se anunció que la serie se estrenaría en Movistar Plus+ el 23 de noviembre.